# یواس‌اس بلیکلی (اف‌اف-۱۰۷۲)
یواس‌اس بلیکلی (اف‌اف-۱۰۷۲) (به انگلیسی: USS Blakely (FF-1072)) یک کشتی بود که طول آن ۴۳۸ فوت (۱۳۴ متر) بود. این کشتی در سال ۱۹۶۹ ساخته شد.